# Décès en 998
Décès
- 994
- 995
- 996
- 997
- 998
- 999
- 1000
- 1001
- 1002

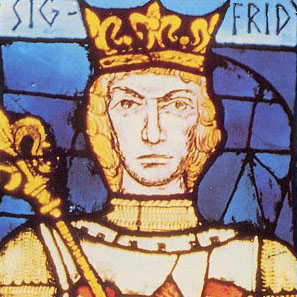
Sigefroid de Luxembourg, mort en 998.

Cette page dresse une liste de personnalités mortes au cours de l'année 998 :
- 19 juillet : Damien Dalassène, aristocrate byzantin et le premier membre connu de la famille Dalassène.
- 19 août : Fujiwara no Sukemasa, noble, homme d'État et calligraphe renommé de l'époque de Heian.

- Samsam ad-Dawla Marzuban, surnommé Le tranchant de l'empire, émir bouyide d'Irak, puis émir du Fars et du Kerman.
- Sigefroid de Luxembourg, comte de Luxembourg.
- Seo Hui, diplomate et homme politique coréen du royaume de Koryo.
- Abu l-Wafa, astronome et mathématicien persan et musulman.
- Sisinios II, patriarche de Constantinople.

## Crédit d'auteurs
- Cet article est partiellement ou en totalité issu de l'article intitulé « 998 » (voir la liste des auteurs).